# Please Don't Feed the Children
Please Don't Feed the Children és una pel·lícula de thriller psicològic estatunidenc del 2024 dirigida per Destry Allyn Spielberg i escrita per Paul Bertino.

## Argument
Un grup d'orfes es dirigeix cap al sud a la recerca d'una nova vida després que la població adulta del país hagi estat eliminada d'un brot viral. Aviat descobreixen un perillós secret d'una dona trastornada.

## Repartiment
- Michelle Dockery[2]
- Zoe Colletti[1]
- Regan Aliyah[1]
- Andrew Liner[1]
- Joshuah Melnick[3]
- Emma Meisel[3]
- Dean Scott Vazquez[3]
- Vernon Davis[4]
- Giancarlo Esposito[5]

## Producció
El març de 2023, es va informar que Destry Allyn Spielberg faria el seu debut com a directora amb Please Don't Feed the Children, a partir d'un guió de Paul Bertino, amb Michelle Dockery com a protagonista. El maig de 2023, Regan Aliyah, Zoe Colletti i Andrew Liner es van unir al repartiment. El mes següent, Joshuah Melnick, Emma Meisel i Dean Scott Vazquez es van unir al repartiment.
La fotografia principal va tenir lloc a Santa Fe (Nou Mèxic) el juliol de 2023. La producció va rebre un acord provisional que permetia als actors continuar treballant en la pel·lícula durant la vaga de SAG-AFTRA de 2023.
La pel·lícula va tenir una producció problemàtica, i després que el rodatge s'hagués acabat el novembre de 2023, diversos equips i venedors que van treballar en la pel·lícula encara no havien estat pagats fins al maig de 2024. La pel·lícula era elegible per als 750.000 dòlars en crèdits fiscals de Nou Mèxic, però la producció no va poder rebre'ls fins que es van pagar a tots els proveïdors. El productor principal Jason Dubin va assumir la responsabilitat dels pagaments desapareguts i va haver de buscar finançadors addicionals diverses vegades per poder pagar els deutes pendents.

## Llançament
La pel·lícula va tenir una estrena mundial al LVII Festival Internacional de Cinema Fantàstic de Catalunya l'11 d'octubre de 2024.